# (17364) 1978 VR10
A (17364) 1978 VR10 a Naprendszer kisbolygóövében található aszteroida. Eleanor F. Helin és Schelte J. Bus fedezte fel 1978. november 7-én.